# Arjan Broers
Arjan Broers (Rotterdam, 12 augustus 1969) is een Nederlands journalist en theoloog.

## Levensloop
Broers groeide op in Velsen en Oss in een rooms-katholiek gezin. Hij studeerde godsdienst aan de lerarenopleiding in Tilburg en theologie en religiestudies aan de toenmalige Katholieke Universiteit Nijmegen. Hij was als hoofdredacteur verbonden aan het Algemeen Nijmeegs Studentenblad. Na zijn studie werkte hij korte tijd bij Trouw en bij het ANP en werd daarna zelfstandig als journalist, tekstschrijver en programmamaker.
Broers schreef onder meer drie boeken met de Bredase bisschop Tiny Muskens, waaronder diens levensverhaal Wees niet bang (2003). Hij beheerde ook zeventien jaar de communicatie van de Nederlandse dominicanen.
Sinds oktober 2021 is hij een van de twee pastores van de zelfstandige Dominicuskerk. Hij is tevens zelfstandig coach en auteur en heeft een column in tijdschrift Happinez.

## Boeken
- De beste helft. Kunnen we behalve alsmaar ouder ook wat wijzer worden? (Zilt, 2023)[5]
- Geld en goed, lessen voor welwillende kapitalisten (Skandalon, 2013)
- Leven met Dominicus (Meinema, 2013)
- Echt zijn. Jonge mensen over leven met aandacht (Valkhof Pers, 2012)
- Ode aan Gods eenvoud. Een nieuwe abdij met oude wortels (Valkhof Pers, 2010)
- Een dwaas bestaan. Gerrit Poels, broodpater (Valkhof Pers, 2009)
- Opmaat tot eeuwigheid. Beschouwingen van broeder Martinus Muskens (Valkhof Pers, 2007)
- Wees niet bang. Het levensverhaal van bisschop Tiny Muskens (Valkhof Pers, 2004)
- Het verhaal van je leven. Een lees- en handboek voor onderling pastoraat van ouderen (Unie KBO, 2004)
- Dwarsliggers in naam van God. Mystici van Hadewijch tot Hillesum (Ten Have, 2002)
- Nieuwe katholieken (Lannoo, 2000)
- Met lege handen. Lesbrieven aan werkers in de ouderenzorg (Meinema, 1998)
- Elk mens heeft een naam. Pleidooi voor een sociaal Europa. Arjan Broers in gesprek met bisschop Muskens (Meinema, 1997)